# Mitochondriopathie
Mitochondriopathien sind Erkrankungen, die durch eine Fehlfunktion oder Schädigung der Mitochondrien verursacht werden.
Da die Zellorganellen vor allem für die Bereitstellung der Energie (in Form von ATP) in den Körperzellen zuständig sind, machen sich diese Erkrankungen meist durch massive Schwäche, Müdigkeit und Ähnliches bemerkbar.
Es werden zwei Formen der Mitochondriopathien unterschieden: ererbte und durch Umwelteinflüsse erworbene Mitochondriopathien (auch sekundäre Mitochondriopathien genannt). Die Übergänge zwischen den beiden Formen der Mitochondriopathien können fließend sein: So kann eine ererbte Mitochondriopathie erst im Erwachsenenalter zum Tragen kommen, wenn sie zunächst wenig ausgeprägt war (subklinisch) und für den Patienten erst dann zu nicht mehr tolerierbaren Symptomen führt, wenn bestimmte Umweltfaktoren zusätzlich negativ einwirken. Es kann jedoch genauso eine erworbene Mitochondriopathie vererbt werden, wenn ein hoher Anteil der Mitochondrien der befruchteten Eizelle durch Umwelteinflüsse (irreversibel) geschädigt wurde.

## Formen der Mitochondriopathien

### Ererbte Mitochondriopathien
Die ererbten Mitochondriopathien werden durch Genmutationen hervorgerufen, die Enzyme bzw. Stoffwechselwege des Mitochondriums betreffen. Diese Gendefekte können sowohl die auf der mitochondrialen DNA (16.569 bp) kodierten 13 Protein-Untereinheiten der Atmungsketten-Komplexe I, III, IV, V, die 22 tRNAs und die zwei rRNAs betreffen (mitochondrial kodierte Mitochondriopathie) oder auch eines der ungefähr 1000 im Zellkern kodierten Proteine, die in die Mitochondrien importiert werden (nukleär kodierte Mitochondriopathie). Mitochondrial und nukleär kodierte Gendefekte liegen bereits bei der Geburt vor. Symptome der ererbten Mitochondriopathien erscheinen meist schon in der Kindheit und Jugend, daher ist die Behandlung vorwiegend bei der Pädiatrie angesiedelt. Die Symptome der ererbten Mitochondriopathien betreffen überwiegend das besonders energieabhängige Nerven- und Muskelsystem. Sie sind nicht ursächlich, sondern nur symptomlindernd behandelbar.

### Erworbene Mitochondriopathien
Eine erst im Verlauf des Lebens erworbene Störung der Funktion der Mitochondrien spielt möglicherweise eine Rolle in der Pathophysiologie verschiedener anderer Erkrankungen. Vermutet wird, dass durch Umwelteinflüsse oder als Folge der Erkrankung selbst die Mitochondrien ihre Funktion verlieren und sich die Energieversorgung der Zellen und Organe verschlechtert. Dabei kann diese Schädigung am Anfang einer Erkrankung stehen oder erst relevant werden, wenn diese Erkrankung bereits weit fortgeschritten ist. Eine wesentliche Beteiligung der mitochondrialen Schädigung kann nur für wenige Erkrankungen als gesichert angesehen werden. Genannt werden unter anderem neurodegenerative Erkrankungen (Morbus Alzheimer, Morbus Parkinson, Amyotrophe Lateralsklerose), Diabetes mellitus, Herz-Kreislauf-Erkrankungen, Krebs, Infektionen mit SARS-COV2  und Adipositas.

## Ererbte Mitochondriopathien
Ererbte Mitochondriopathien entstehen durch Mutationen in Genen, die für Strukturen oder den Stoffwechsel der Mitochondrien wichtig sind. Ihre Auswirkungen können viele Organsysteme betreffen. In der Praxis zeigen sich die Erkrankungen jedoch insbesondere an Organen, die einen hohen Energieverbrauch haben, zum Beispiel dem Gehirn und Nervensystem mit den Sinnesorganen, dem Herz oder der Skelettmuskulatur, die bei diesen Krankheiten meist am stärksten beeinträchtigt sind. Die Diagnose wird durch eine Muskelbiopsie gesichert.

### Erbgang
Da Mitochondrien eine eigene DNA, die mtDNA, besitzen und die Mitochondrien der Spermien sich ausschließlich im Schwanzteil befinden, der bei der Befruchtung abgeworfen wird und damit außerhalb der Eizelle verbleibt, werden Mutationen der mitochondrialen DNA ausschließlich mütterlich (maternal) vererbt.
Nukleär kodierte Mitochondriopathien dagegen, deren Ursache eine Mutation der DNA des Zellkerns ist, können je nach chromosomaler Lage und Mechanismus der Mutation sowohl autosomal dominant, autosomal rezessiv als auch X-chromosomal vererbt werden.
Da die Eizelle hunderte von Mitochondrien enthält, die sich im Verlauf der Embryonalentwicklung ungleichmäßig auf die Gewebe des Embryos verteilen, kann der Anteil mutierter Mitochondrien im kindlichen Organismus stark variieren (sogenannte Heteroplasmie). Entscheidend für die phänotypische Ausprägung der Mutation ist dabei das Verhältnis von mutierter zu ursprünglicher DNA, so dass letztlich auch schwere oder gar tödliche Erkrankungen unbemerkt weitervererbt werden können.

### Ursache
Die Mitochondrien haben die hauptsächliche Funktion, durch Fettsäureverbrennung, Abbau von Acetyl-CoA sowie oxidative Phosphorylierung in der Atmungskette energiereiches ATP für die Zellen zur Verfügung zu stellen. Sind aufgrund von Mutationen eines oder mehrere Strukturproteine der Fettsäureoxidation, des Citratzyklus oder der Atmungskette gestört, hat dies aufgrund einer mangelhaften Verfügbarkeit von Energie Auswirkungen auf den gesamten Stoffwechsel der Zelle, da alle energieverbrauchenden Schritte gebremst werden. Verschiedene Atmungskettenenzyme weisen eine Gewebespezifität auf, so dass bei den verschiedenen Erkrankungen nur ein oder mehrere Organe betroffen sein können.

### Einteilung
Eine Einteilung dieser sehr vielfältigen Gruppe von Krankheiten kann unter verschiedenen Gesichtspunkten erfolgen. Einerseits kann man den zugrundeliegenden Stoffwechseldefekt, andererseits das klinische Krankheitsbild zur Kategorisierung verwenden.

#### Biochemische Einteilung
Da innerhalb der Mitochondrien verschiedene an der Energiegewinnung beteiligte Stoffwechselwege ablaufen, von denen jeder einzelne durch entsprechende Enzymdefekte gestört sein kann, lassen sich die Mitochondriopathien nach dem Ort der (biochemischen) Störung einteilen.

##### Defekte der Pyruvat-Oxidation
Pyruvat ist ein Schlüsselsubstrat bei der Verbrennung von Traubenzucker (Glukose). Ist sein weiterer Abbau gestört, kann das Endprodukt der Glukose-Verbrennung (Glykolyse), Acetyl-CoA, nicht in den Citratzyklus eingeschleust werden. Es können verschiedene Untereinheiten des Pyruvatdehydrogenase-Komplexes defekt sein. Bei der häufigsten Mutation liegt ein X-chromosomal semidominanter Erbgang vor.

##### Defekte des Fettstoffwechsels
Aus der Verbrennung von Fett können die Zellen alternativ zur Zuckerverbrennung ebenfalls Energie gewinnen. Auch diese Stoffwechselvorgänge spielen sich zu großen Teilen in den Mitochondrien ab. Unter den Störungen des Fettstoffwechsels können die eigentlichen Abbaustörungen (Störungen der β-Oxidation) und die Störungen des zur Einschleusung der Fettsäuren in das Mitochondrium nötigen Transportmoleküls, des sogenannten Carnitin (Carnitin-Transporter-Defekt, Carnitinpalmitoyl-Transferase-Mangel I + II), zusammengefasst werden. Diese Erkrankungen werden autosomal-rezessiv vererbt.

##### Störungen des Citratzyklus
Im Citratzyklus wird Acetyl-CoA aus der Glykolyse oder dem Fettsäureabbau weiterverarbeitet. Er stellt den vorletzten Schritt des gesamten Verbrennungsablaufes von Kohlenhydraten vor der Atmungskette dar. Es sind Defekte auf zwei Ebenen bekannt, der Ketoglutarat-Dehydrogenase-(KDH)-Mangel und der Fumarase-Mangel.

##### Atmungskettendefekte
Unter der Atmungskette versteht man ein System von insgesamt fünf Enzymkomplexen und zwei Elektronenüberträgern, die in der inneren Membran der Mitochondrien lokalisiert sind. Sie dient dazu, im letzten Schritt energiereiches ATP aus ADP und einem Phosphat-Molekül als "allgemeine Energiewährung" der Zelle herzustellen. Dabei kann es entweder zu Störungen des Elektronentransports zwischen den Komplexen I, II, III, IV oder zu einer Störung der Phosphorylierung bei der ATP-Synthase (Komplex V) kommen. Da die Atmungskettenkomplexe aus zahlreichen Untereinheiten zusammengesetzt sind, für die zum Teil mitochondriale, zum Teil aber auch nukleäre DNA codiert, sind sowohl X-chromosomale als auch autosomal-rezessive Erbgänge möglich.

#### Klinische Syndrome
Die Mitochondrien sind zur Erfüllung ihrer Aufgaben mit mehr als 50 Enzymen ausgestattet, die wiederum jeweils aus bis zu 40 Proteinen bestehen. Daher und aufgrund der unterschiedlichen Organspezifität einzelner mitochondrialer Enzyme kommt es klinisch zu ausgesprochen vielgestaltigen Kombinationen unterschiedlicher Symptome. Typische Kombinationen werden zu Syndromen zusammengefasst, die wiederum durch unterschiedliche Mutationen hervorgerufen werden können. Die folgende Auflistung erhebt keinen Anspruch auf Vollständigkeit.

##### Chronisch progressive externe Ophthalmoplegie (CPEO)
Die chronisch progressive externe Ophthalmoplegie beginnt relativ spät im Alter von 15–40 Jahren und geht mit fortschreitenden (progredienten) Augenbewegungsstörungen und herabhängenden Augenlidern (Ptosis) einher. Ursächlich sind einzelne Deletionen mitochondrialer DNA beschrieben. Sollten vielfache Deletionen nachgewiesen werden, liegt eher ein nukleärer Defekt vor, der zur fehlerhaften Vermehrung der mitochondrialen DNA führt.

##### Ophthalmoplegia plus (CPEOplus)
Zusätzlich zur Lähmung der äußeren Augenmuskeln kommt es zu weiteren Symptomen wie Beteiligung der Muskulatur, Wachstumsstörungen, Polyneuropathie, kognitiven und weiteren Beeinträchtigungen. Der Übergang zum KSS ist teilweise fließend.

##### Kearns-Sayre-Syndrom (KSS)
Bei diesem Syndrom bestehen neben den Symptomen einer CPEO auch degenerative Veränderungen der Netzhaut und eine Kardiomyopathie mit Reizleitungsstörungen. Diagnostisch können auch erhöhte Laktat- und Pyruvatspiegel im Liquor cerebrospinalis sein. Weiteres siehe Kearns-Sayre-Syndrom.

##### Myoklonus-Epilepsie mit "ragged red fibres"
Dieses Syndrom wird allgemein als MERRF abgekürzt. Es gehört zur Gruppe der progressiven Myoklonusepilepsien. Neben der namengebenden Form der Epilepsie besteht eine schwere allgemeine Erkrankung des Gehirns mit fortschreitendem geistigen Abbau (Demenz) und eine Muskelschwäche mit einem typischen Bild in der Histologie. Der Erkrankungsbeginn liegt in der Regel etwa zwischen fünf und 15 Jahren. Das Syndrom wurde erstmals 1980 beschrieben.

##### MELAS-Syndrom
Das Akronym steht für Mitochondriale Encephalomyopathie (Hirn-/Muskelstörung), Lactatacidose (Milchsäureüberladung) und Schlaganfall-ähnliche Episoden und listet somit schon die wichtigsten klinischen Symptome auf. Die Patienten sind oft kleinwüchsig und können zusätzlich eine Migräne und einen Diabetes mellitus haben. Die Erkrankung beginnt im Alter von etwa 5–15 Jahren. Unter anderem ist ein Gendefekt in einem Gen, das für eine tRNA codiert, gefunden worden. Das Syndrom wurde erstmals 1984 beschrieben.

##### Lebersche Optikusatrophie
Abgekürzt mit LHON (für engl. Leber’s hereditary optic neuropathy) ist die Lebersche Optikusatrophie durch eine spezielle Form einer Sehnervschädigung mit Netzhautveränderungen charakterisiert und geht mit einem schmerzlosen Sehverlust einher. Sie kommt häufiger bei Männern als bei Frauen vor und beginnt in der zweiten Lebensdekade. Sie ist nach dem deutschen Augenarzt Theodor Karl Gustav Leber benannt, der sie 1868 erstmals beschrieben hat.

##### Leigh-Syndrom
Das Leigh-Syndrom, Synonym subakute nekrotisierende Enzephalomyopathie, stellt ein eigenständiges Syndrom dar, das sich meist im ersten bis zweiten Lebensjahr manifestiert. Es kann durch unterschiedliche mitochondriale Primärdefekte verursacht werden. Neben dem geistigen Zurückbleiben oder sogar dem Verlust erworbener Fähigkeiten fallen eine allgemeine Muskelschwäche, Augenbewegungs- und Schluckstörungen als Zeichen einer Hirnstammschädigung und Ataxie auf. Die Krankheit verschlechtert sich teilweise akut nach banalen Infekten. Es sind verschiedene mitochondriale und nukleäre Mutationen beschrieben, unter anderem am mitochondrialen Ribosom. Es ist nach dem britischen Neuropathologen und Psychiater Archibald Denis Leigh benannt, der es 1951 erstmals beschrieben hat.

### Symptome
Wie schon in der beispielhaften Auflistung der klinischen Syndrome zum Ausdruck kommt, führen unterschiedliche Mitochondriopathien zu einem sehr mannigfaltigen Muster von Symptomen. Als Gemeinsamkeit lässt sich im Wesentlichen herausarbeiten, dass stark energieabhängige Organe besonders betroffen sind. So finden sich bei fast allen Erkrankungen neuromuskuläre Symptome, also Störungen, die das Nervensystem und die Muskulatur betreffen. Sie sind in unterschiedlicher Weise mit Symptomen am Herzmuskel, den Nieren und anderer unabhängiger Organsysteme verbunden. Auch der Verlauf ist durchaus sehr variabel. Dies erklärt sich dadurch, dass längst nicht alle Mitochondrien den Gendefekt tragen müssen und das Verhältnis zwischen mutierten und unveränderten Mitochondrien einen wichtigen Einfluss auf die Krankheitsausprägung hat. Leider sind dennoch die meisten Erkrankungen rasch fortschreitend.

### Diagnostik
Leitbefund der Mitochondriopathien ist eine Milchsäureüberladung (Laktatazidose), die sich durch einen Aufstau des Pyruvat vor dem Citratzyklus erklären lässt. Dieser wiederum führt zum alternativen Abbauweg über Laktat. Zur weiteren Stoffwechseldiagnostik gehört außerdem die Bestimmung der organischen Säuren im Urin und der Aminosäuren im Serum. Bei hinreichendem Verdacht kann dann eine Entnahme von Muskelgewebe (Muskelbiopsie) die Diagnose sichern. Charakteristisch ist hier der Nachweis sogenannter Ragged-Red-Fibers in der Gömöri-Trichrom-Färbung. Da diese und weitere enzymhistochemische Färbungen nur am unfixierten Muskelgewebe aussagekräftig sind, sollte eine Muskelbiopsie nur in einem entsprechend gut ausgestatteten Zentrum erfolgen.

### Therapie
Da es sich um Erbkrankheiten handelt, ist eine ursächliche Therapie derzeit nicht möglich. Als allgemeine Behandlungsmaßnahmen sollte auf eine ausreichende Zufuhr von Energie in Form von Traubenzucker und Fetten (sofern Fettsäure-Oxidationsdefekte ausgeschlossen sind), Flüssigkeit und Mineralien geachtet werden und Zustände mit erhöhtem Energieverbrauch vermieden beziehungsweise behandelt werden. Dazu gehört beispielsweise konsequentes Fiebersenken, weil mit jeder Temperaturerhöhung ein gesteigerter Stoffwechsel mit erhöhtem Energieverbrauch einhergeht. Auch Krampfanfälle gehen mit erheblich erhöhtem Energieverbrauch einher und sollen konsequent behandelt werden. Dabei ist allerdings darauf zu achten, dass Medikamente, die die Atmungskette hemmen, vermieden werden. Hierzu gehört beispielsweise auch das Antikonvulsivum Valproat. Eine Milchsäureüberladung kann bei akuter Verschlechterung mit Puffersubstanzen behandelt werden. Es gibt auch verschiedene Behandlungsversuche mit Vitaminen und sogenannten Cofaktoren der Atmungskette (Coenzym Q10, Biotin, Thiamin, Kreatin), für die es zwar keinen exakten Beweis ihrer Wirksamkeit gibt, die aber dennoch versucht werden können.
Im Bereich der Reproduktionsmedizin gibt es die Mitochondrial Replacement Therapy.